# 徐應奎
徐應奎（1537年—？），字汝祥，號見吾，浙江寧波府鄞縣人，民籍，明朝政治人物。

## 生平
嘉靖三十七年（1558年）戊午科浙江鄉試第八十一名舉人。隆慶二年（1568年）中式戊辰科會試第九十名，二甲第五十六名進士。授刑部主事，升郎中。萬曆八年（1580年）官江西赣州府知府，万历十二年（1584年）四月升广东副使，十六年六月升本省左参政，分守海北，十七年十一月吏科都给事中陈与郊等参劾广东参政徐应奎、佥事许国瓒隐庇徐闻县极贪知县陆荣，被议处分，二十年九月降广东惠潮兵巡道副使，二十四年七月升河南参政，二十七年五月遷福建按察使，二十九年五月升本省右布政使，三十一年七月升广东左布政使，三十二年四月乞休，准加新衔太常寺卿致仕。

## 家族
曾祖徐通古；祖父徐復；父徐相，母張氏。慈侍下。弟徐應龍，万历四十年顺天府壬子科舉人，官主事；應時；應科。